# مسجد شيان
مسجد شّْياَن الكبير (بالصينية:西安大清真寺) أو مسجد زقاق هواجيوه الكبير، من أبرز المساجد القديمة في الصين وأكبرها حجماً، أسس المبنى الأصلي للمسجد في عام 742 ميلادية في عهد سلالة تانغ الحاكمة، أما المبنى الحالي فيرجع لعام 1384 ميلادية في عهد الإمبراطور هونغوو من أسرة مينغ، وذلك بحسب ما ورد في سجلات بلدية شيان (西安府志).

## التاريخ

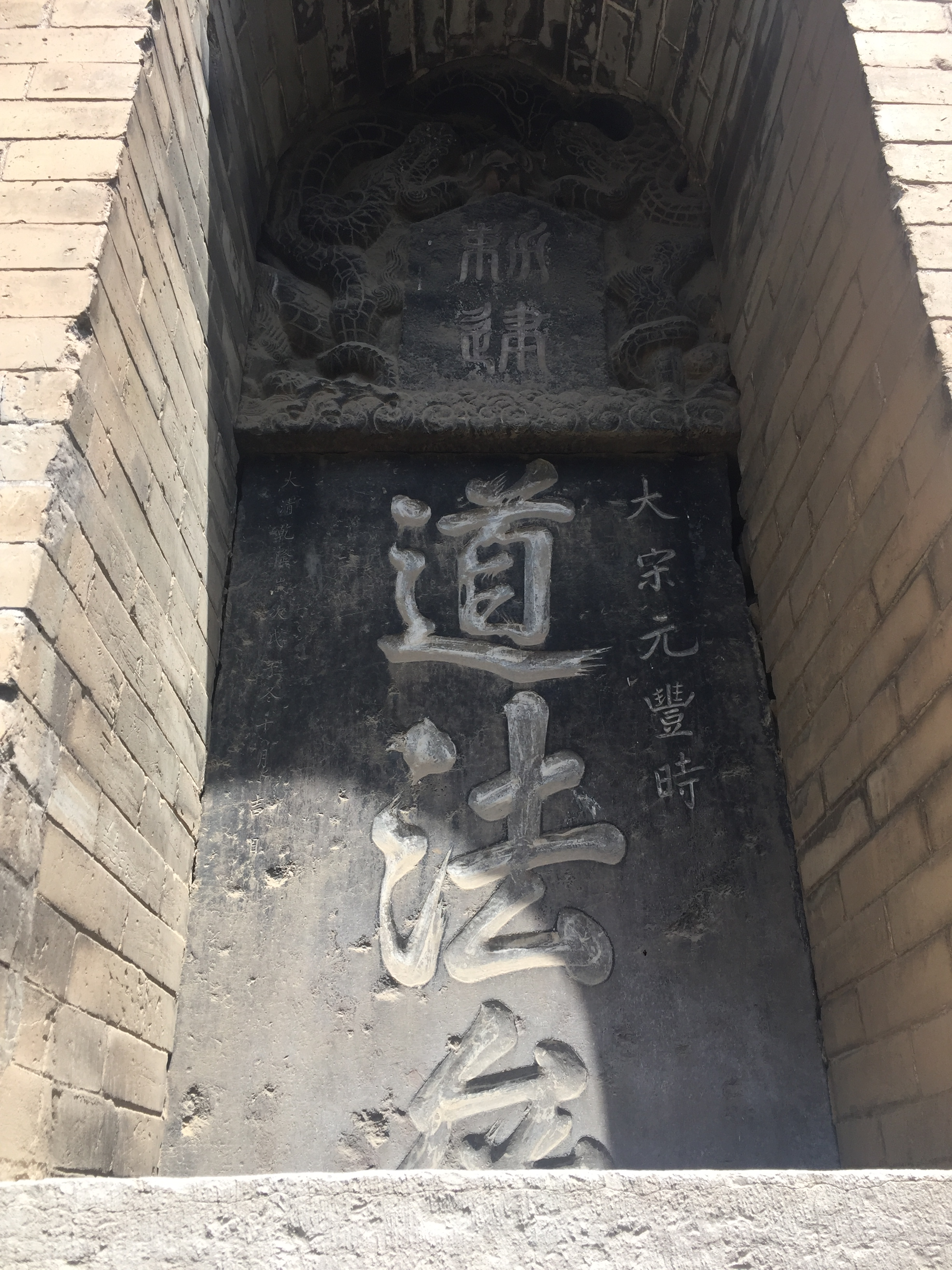
لوحة "منصة تاو"، التي خطها الإمبراطور شينزونغ من أسرة سونغ، شاهداً تاريخياً على استخدام موقع تانغمينغسي الأصلي في العهد السونغي المبكر. وتعكس هذه اللوحة مدى الجهود التي بذلتها الجالية المسلمة آنذاك للاندماج في المجتمع الهان الصيني، وهي جهود أُكلّلت بالنجاح، مشيرةً إلى تفاعل حضاري بين الجانبين.

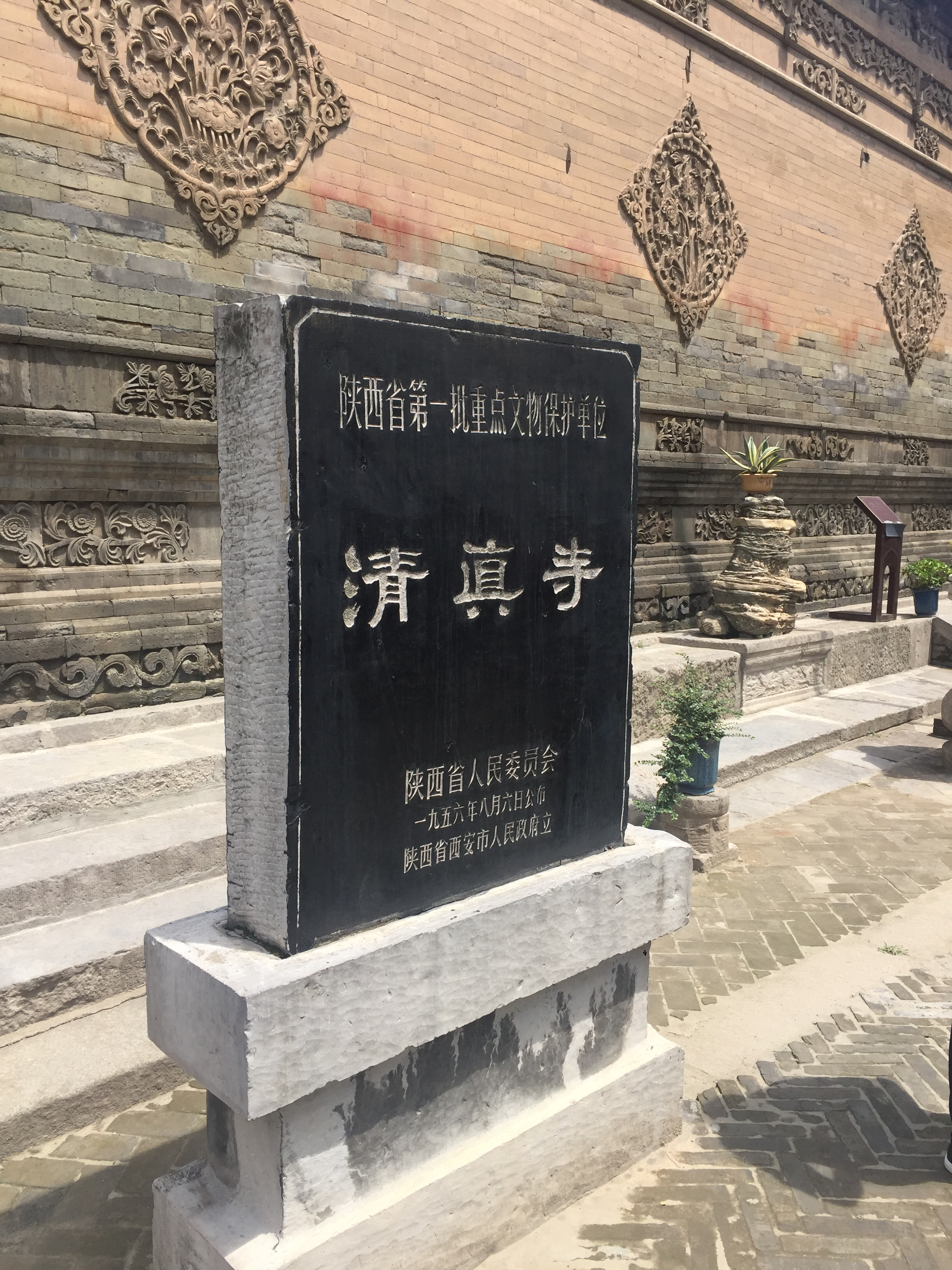
لوحة تظهر أن المسجد الكبير في شيان أعلن موقعا تاريخيا وثقافيا محميا على مستوى مقاطعة شنشي في 6 أغسطس 1956.

كانت مدينة تشانغآن، عاصمة سلالة تانغ الصينية، مركزاً عالمياً احتضن مجتمعات متنوعة من التجار والحرفيين من غير شعب الهان، كثير منهم هاجروا من غرب آسيا المعاصرة. أصدر الإمبراطور شوانزونغ في نحو عام 742 ميلادية مرسوماً يقضي بإنشاء مكان عبادة للمجتمع المسلم في المدينة، عُرف باسم "تانغمينغسي" (唐明寺).
غير أن انهيار أسرة تانغ وما تلاها من تحولات في عهد أسرة سونغ أدت إلى تدمر معظم ملامح المسجد الأصلي الذي شُيّد في تلك الحقبة. وقد أعيد بناء المسجد ما لا يقل عن أربع مرات حتى اتخذ شكله الحالي. ومن الشواهد التاريخية البارزة بالمسجد لوحة كتب عليها "منصة تاو" خُطّت بيد الإمبراطور شينزونغ من سلالة سونغ الحاكمة ما يدل على استمرار استخدام مسجد تانغمينغسي في أوائل عصر سونغ. كما تعكس هذه الشواهد سعي الجالية المسلمة للاندماج في المجتمع الصيني السائد.
هاجر الكثير من المسلمين إلى الصين في عهد سلالة يوان الحاكمة، كان كثير منهم موظفين إداريين وتجار ضمن أجهزة الدولة. ذكر هؤلاء الوافدين في المصادر الصينية بلقب "ذوي العيون الملوّنة" (色目人)، وقد أتوا في الأصل من مناطق حديثة الإسلام مثل كارا خانيد وشينجيانغ وبلاد فارس. حافظ كثير من هؤلاء المهاجرين وأبنائهم على عقيدتهم الإسلامية وهويتهم الثقافية، ومع مرور الزمن تزاوج عدد كبير منهم مع السكان المحليين من عرقية الهان، وأسهموا في تشكيل النواة السكانية لجماعة هوي المسلمة.
دمرت مدينة شيان أثناء انهيار أسرة تانغ لذا أعيد إعمار المدينة بالكامل خلال عهد أسرة مينغ واكتمل في عام 1378 ميلادية. شملت عملية الإعمار هذه تجديد المسجد الكبير، الذي أعيد بناؤه على صورته الحالية برعاية الدولة الإمبراطورية في عهد الإمبراطور هونغوو. شهد المسجد في العصور اللاحقة لا سيما خلال فترة سلالة تشينغ الحاكمة، توسعات وإضافات معمارية ملحوظة، من بينها البوابة الأمامية وأقواس بايفانغ والسبيل. وتوثّق النقوش واللوحات الموجودة داخل المسجد هذه الرعاية الرسمية، ومنها لوحة تحمل عنوان "إعلان إعادة بناء المسجد" (敕赐重修清真寺碑) وُضعت عام 1606 إبان حكم أسرة مينغ، وأخرى باسم "إعلان إصلاح المسجد" (敕修清真寺碑) وُضعت في عهد أسرة تشينغ سنة 1768.
شهدت الفترة التي تلت تمرد دونغان (1862-1877) تغييرات جذرية في السياسية الصينية، أصل الثورة نتيجة توترات عرقية ودينية بين المسلمين من الهوي والصينيين الهان قتل فيها العديد من الناس من الجانبين. فرضت حكومة سلالة تشينغ بعد قمع التمرد قيودًا على ممارسة الإسلام في الصين، فحظرت شعائر الإسلام وحظر ذبح الحيوانات بالطريقة الإسلامية وحُظر بناء مساجد جديدة والحج إلى مكة المكرمة. ثم رفعتهذه القيود بعد انهيار أسرة تشينغ.
أعلنت حكومة جمهورية الصين الشعبية في عام 1956 أن المسجد أصبح موقعًا تاريخيًا وثقافيًا محميًا على مستوى مقاطعة شنشي. لكن خلال الثورة الثقافية (1966-1976) مثلما حدث مع العديد من المنشآت الدينية في البر الرئيسي للصين، أغلق المسجد مؤقتًا وحول إلى مصنع للصلب. المسجد عامر اليوم ويصلي فيه مسلمي الهوي. يمثل المسجد الكبير في شيان، يستوعب مصلى المسجد 1000 شخص. يمكن للزوار والسياح دفع رسوم رمزية للدخول والمجمع ومشاهدة الحدائق واللوحات ولكن لا يسمح لغير المسلمين بدخول المصلى.

## العمارة
يتكوّن المسجد من مجمّع مسوّر بأربعة جدران بينها أربعة أفنية مرتبة على محور طولي، يوجد المصلى داخل الفناء الرابع. الفناءان الأول والثاني فيهما حدائق صينية تقليدية، ويحتضن الفناءان الثالث والرابع البُنى المعمارية الرئيسية للمسجد. بنيت أغلب مباني المسجد في عهد أسرة مينغ أو ما بعدها. ويشير بعض الباحثين إلى أن عدد هذه الأقواس يُعبّر عن مكانة مجتمع الهوي المسلم في مجتمع أبناء قومية الهان.
يقع مبنى شينغشينلو (省心楼) في الفناء الثالث وهو هيكل مثمن مكوّن من ثلاثة طوابق، ويُشبه في طرازه المعابد الصينية التقليدية. يضم هذا البرج عددًا من اللوحات الأثرية التي يُرجّح أنها تعود إلى عهد أسرة تانغ، وهو ما استخدمه بعض المؤرخين كدليل على قِدم تأسيس المسجد إلى تلك الحقبة. اقترحت باحثة الفن الصيني نانسي شتاينهاردت من جامعة بنسلفانيا أن هذا المبنى ربما كان مئذئة للمسجد. خصص الفناء الثالث اليوم لاستقبال المصلّين ويحتوي على مرافق خدمية مثل المطبخ المركزي ومكتب الإمام إلى جانب إدارات المسجد الإدارية.

## معرض صور

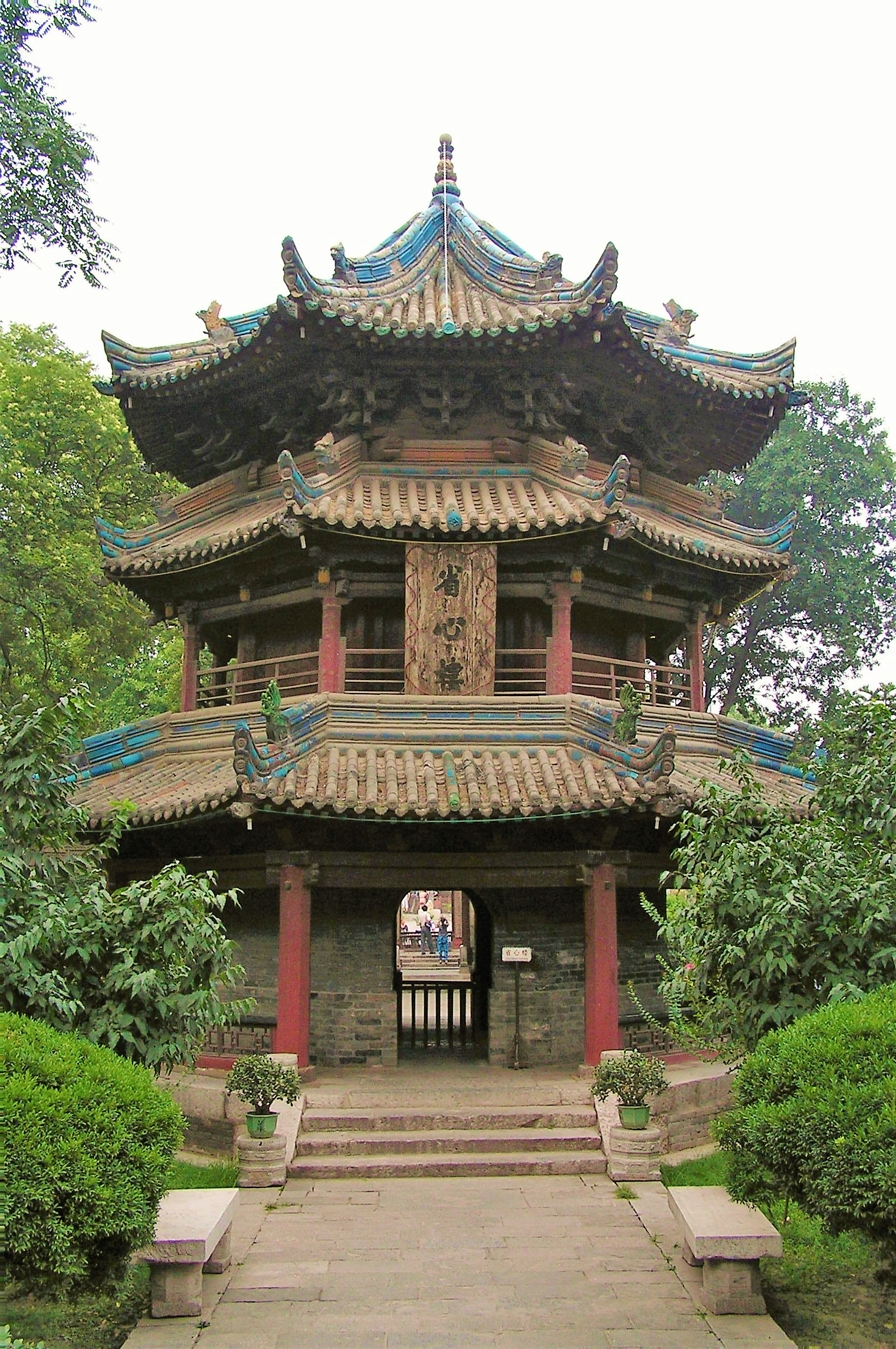
مبنى شينغشينلو في الفناء الثالث
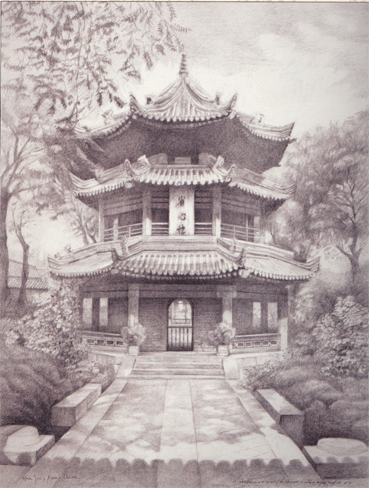
رسم للمسجد من صنع وهبي الحريري
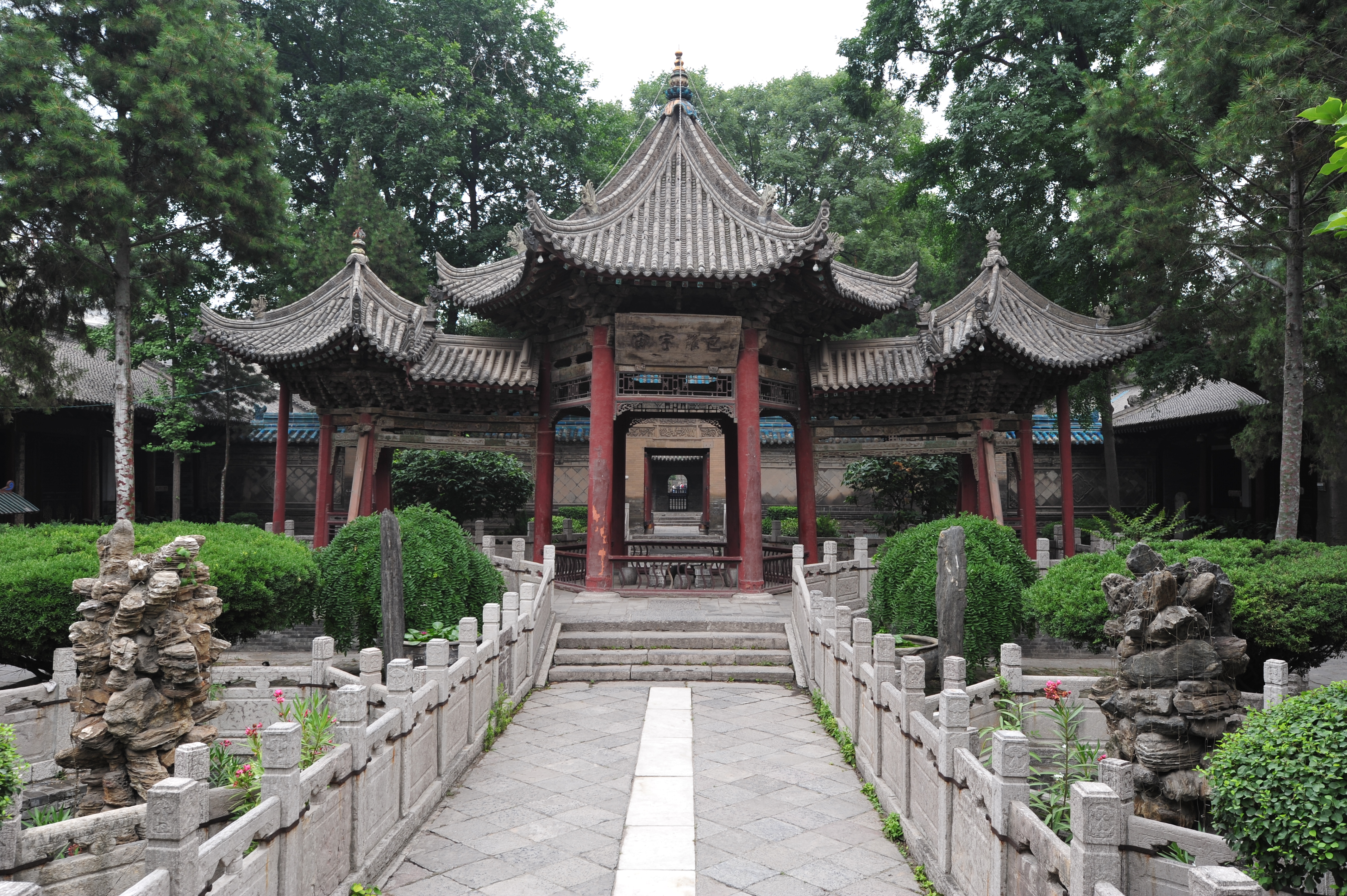
أحد أبنية الفناء الرابع
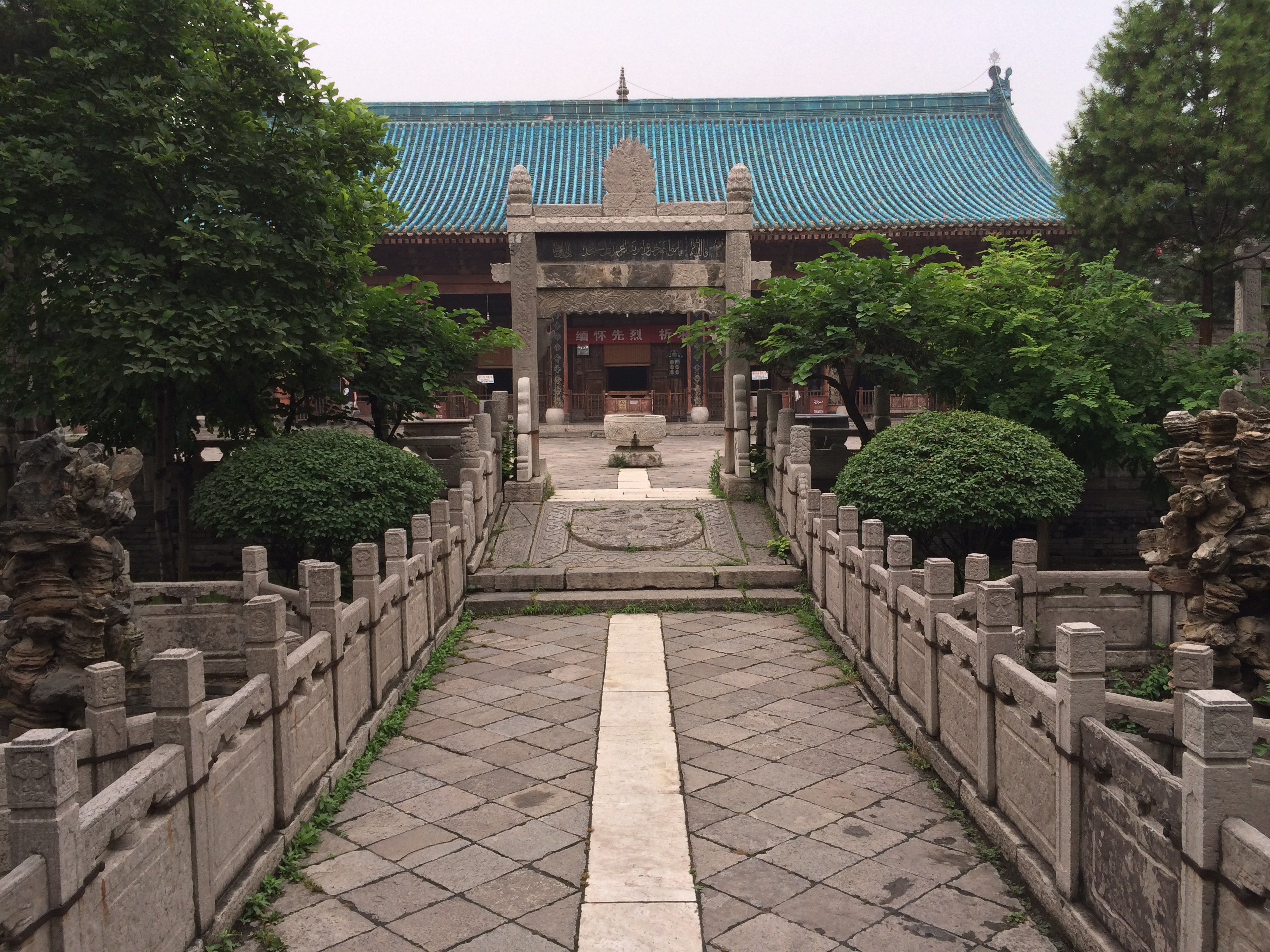
واجهة المصلى الرئيس
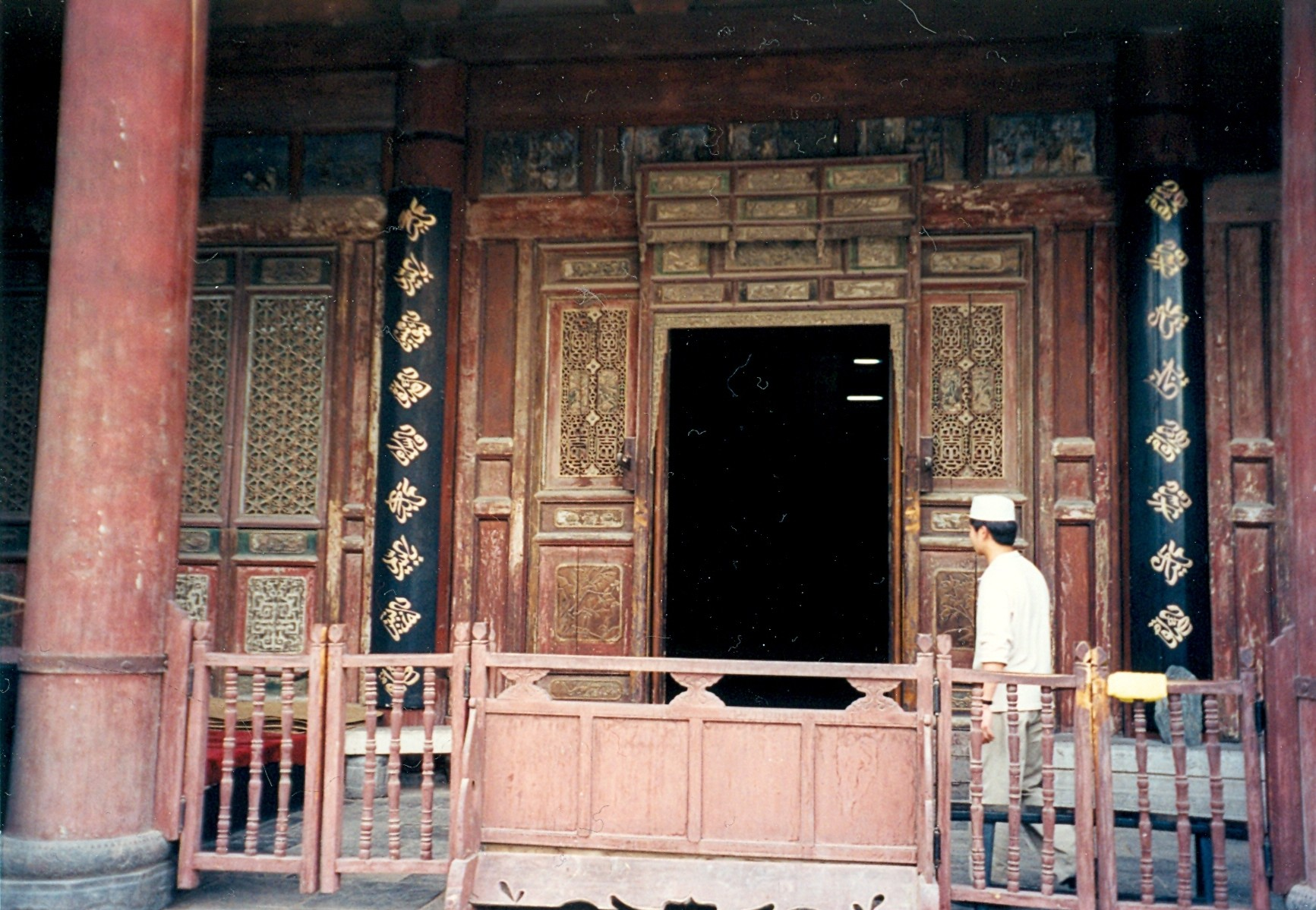
مدخل المصلى الرئيس
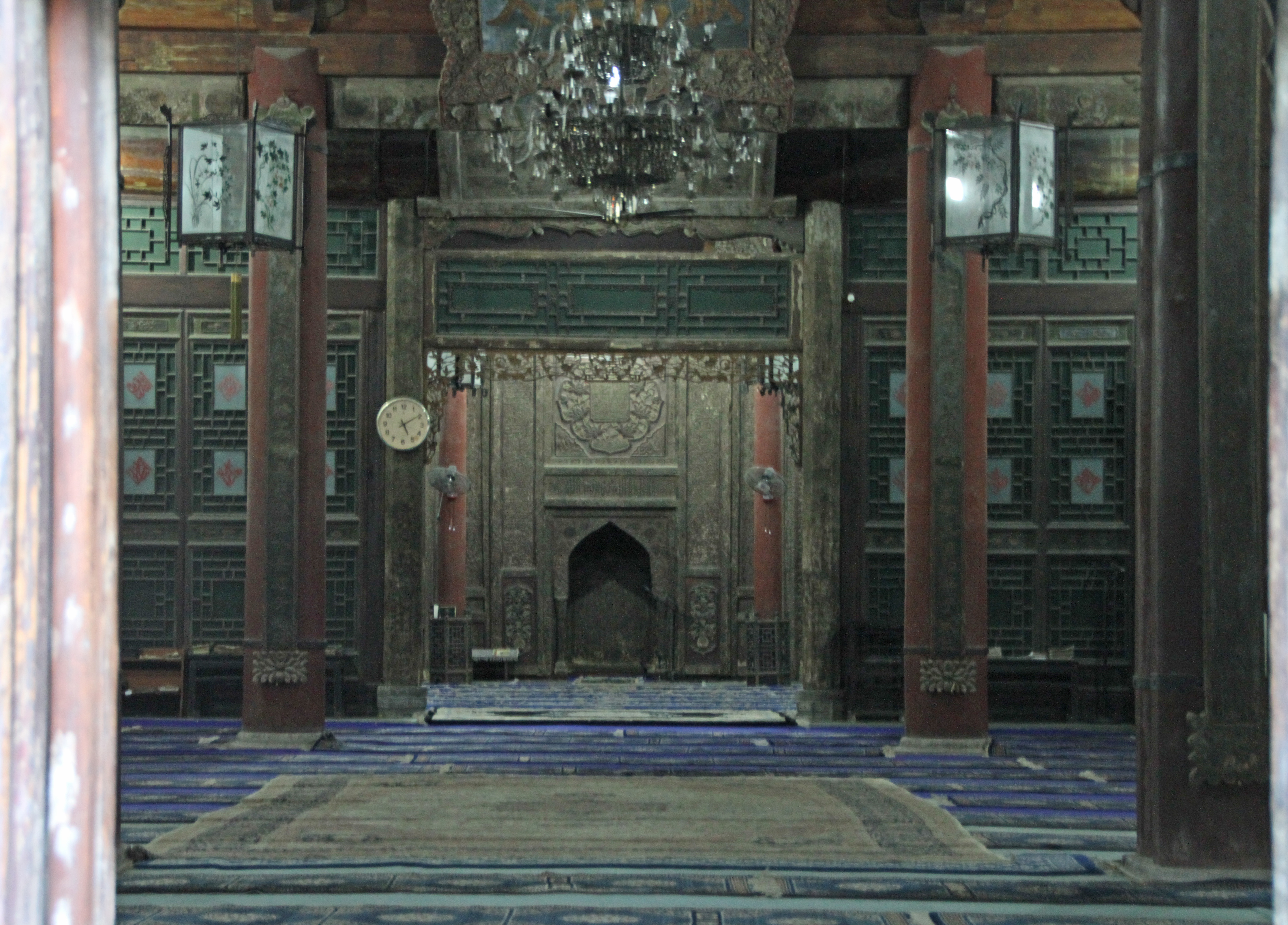
المصلى الرئيس
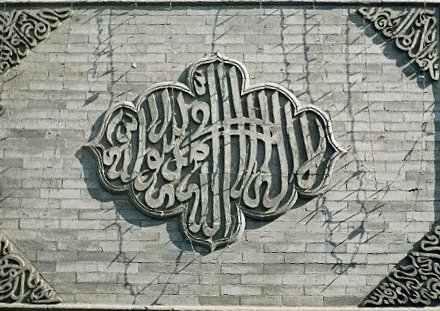
كتابة عربية في المسجد
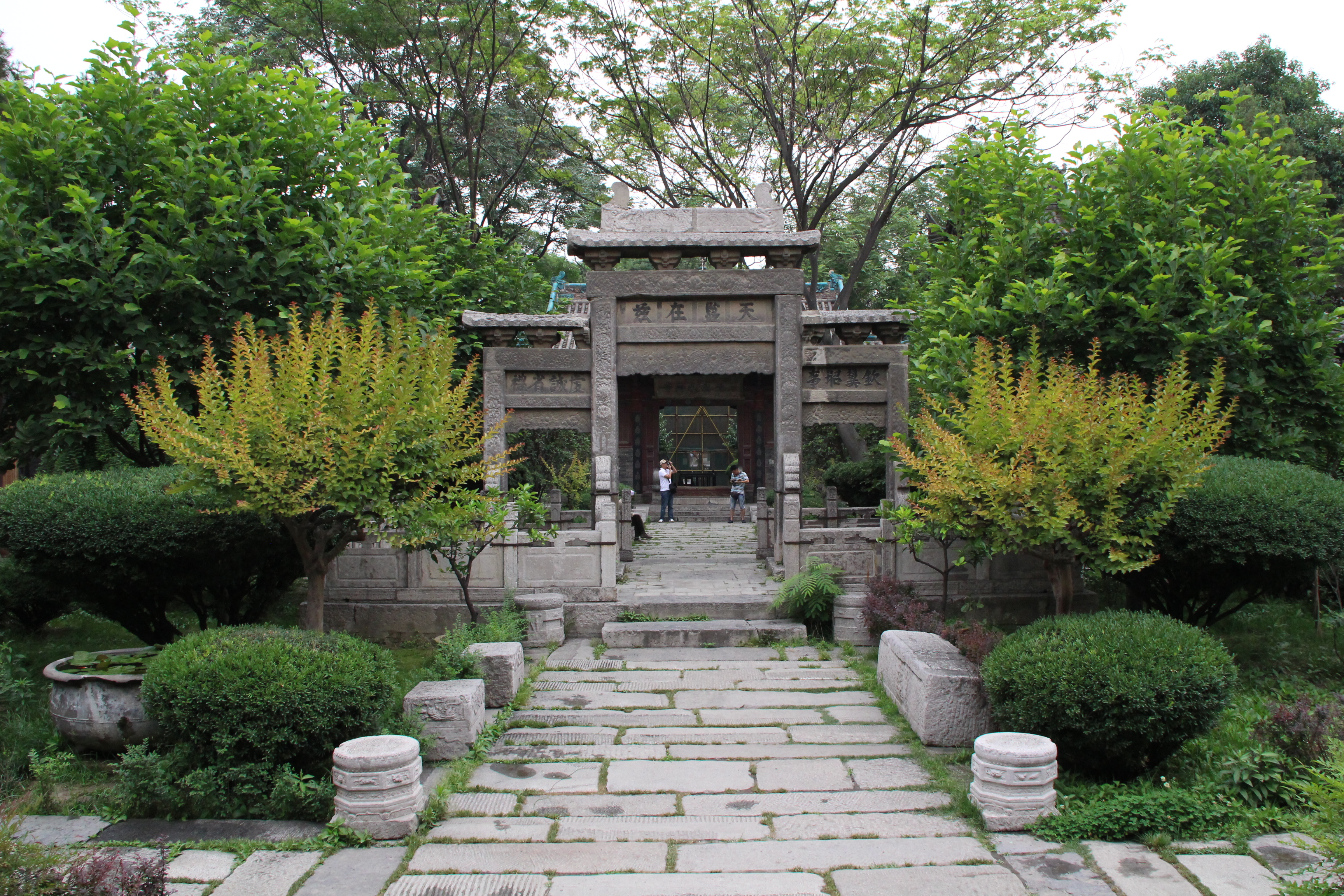
مدخل الفناء الثاني
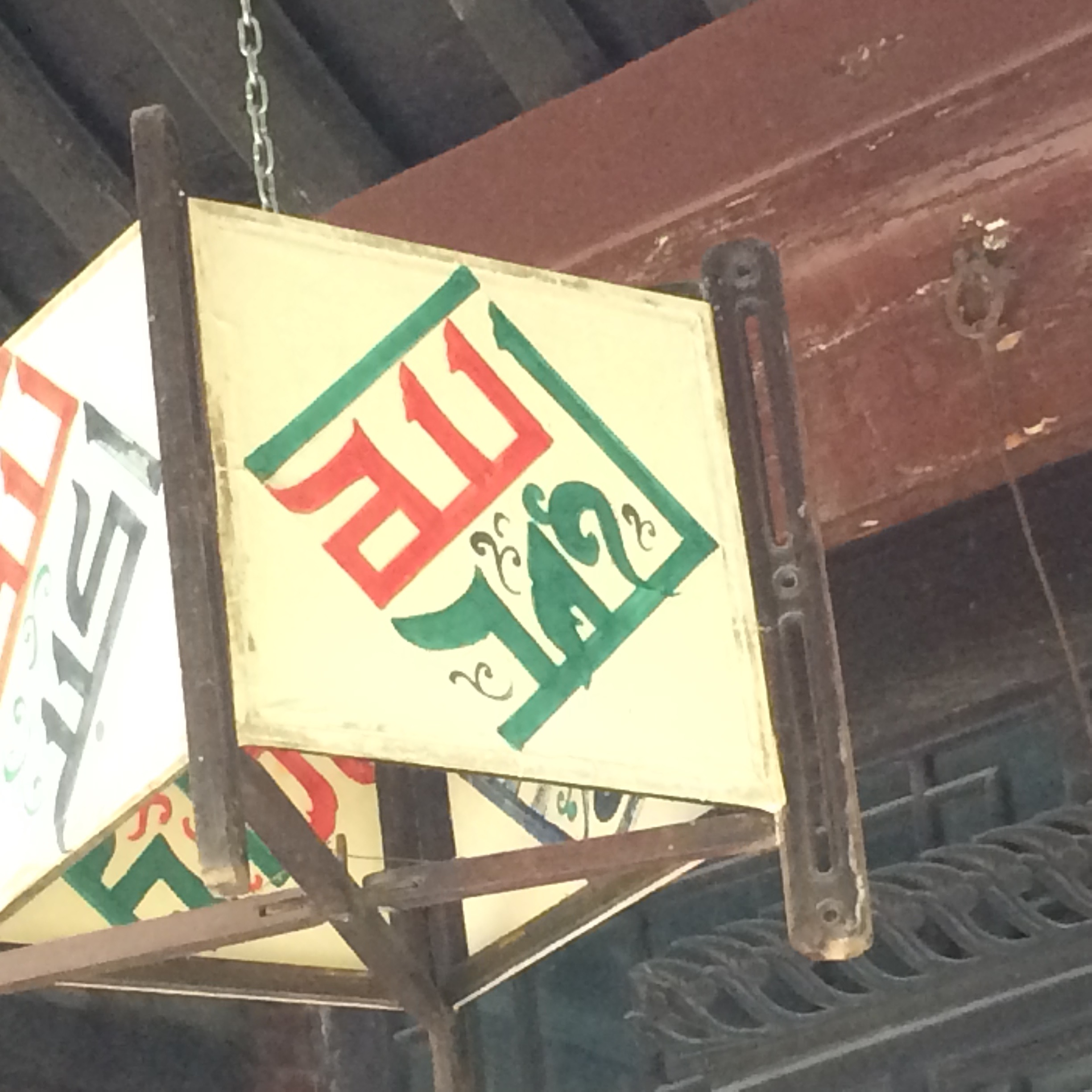
كتابة الحمد لله بالمسجد
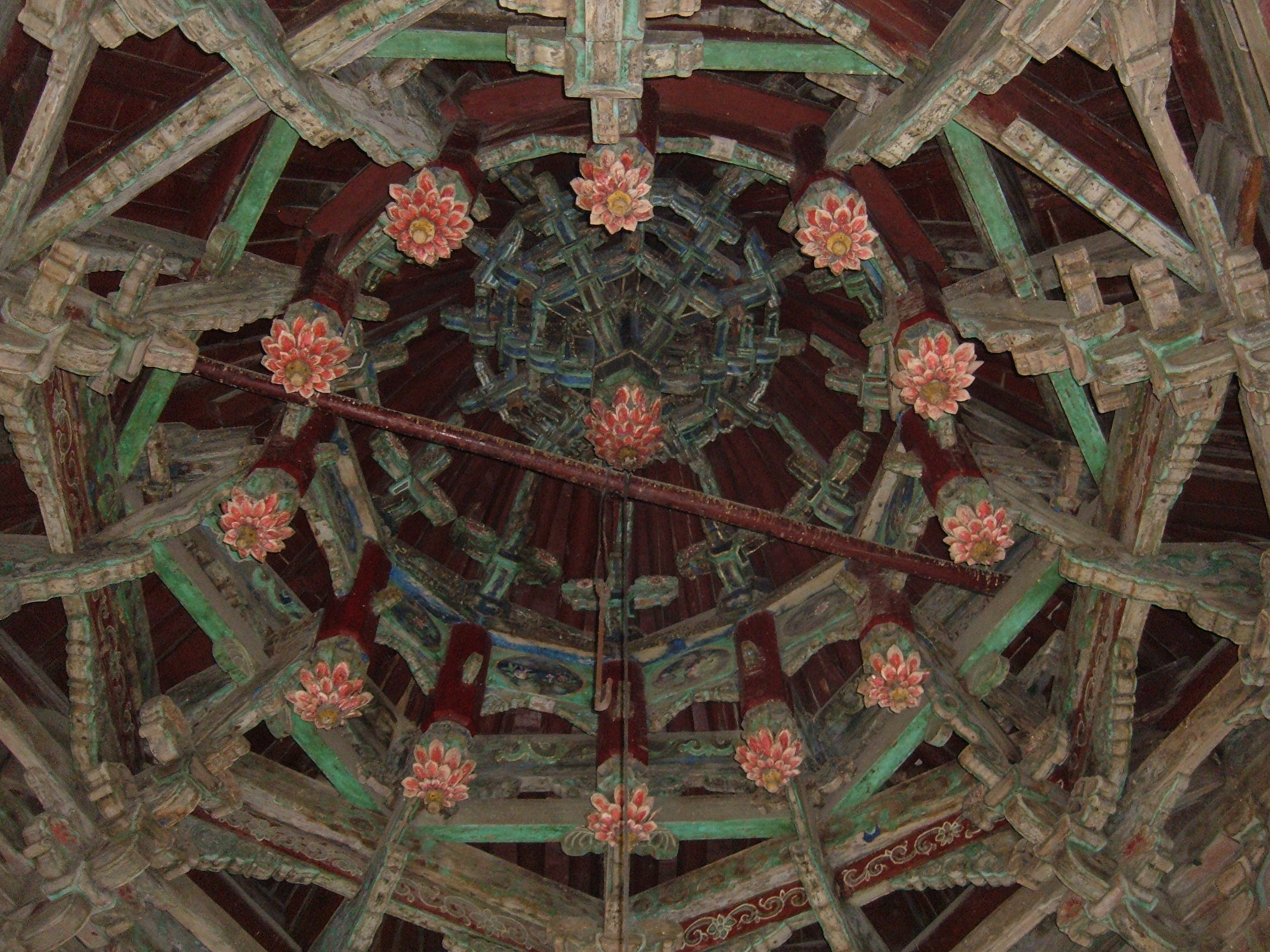
سقف مبنى شينغشينلو